# Pavel Kuchynka
Pavel Kuchynka (* 20. července 1947 Vrchlabí) je český lékař-oftalmolog, specializující se na přední oční segment, vysokoškolský pedagog a v letech 1991–2017 přednosta Oční kliniky 3. LF UK a Fakultní nemocnice Královské Vinohrady v Praze.

## Profesní kariéra
V roce 1971 absolvoval Lékařskou fakultu v Hradci Králové Univerzity Karlovy. Po roční vojenské službě nastoupil na královéhradeckou radiologickou kliniku. V roce 1974 změnil obor a rovněž jako jeho otec zahájil dráhu oftalmologa. Nastoupil na Oční kliniku LFH UK a FNKV, na které se stal v roce 1991 přednostou. Roku 1992 zřídil v Československu první oční tkáňovou banku, Mezinárodní oční banku Praha, na níž působil jako ředitel. Ordinoval také v soukromém zařízení Oční centrum Praha.
V roce 1981 složil atestaci II. stupně. Roku 1984 obhájil kandidátskou práci na téma histopatologie předního očního segmentu (CSc.) a poté se v roce 1991 habilitoval na 3. LF UK. Roku 1994 byl na Univerzitě Karlově jmenován profesorem v oboru očního lékařství. Přednáší na 3. lékařské fakultě Univerzity Karlovy v Praze.
Zaměřuje se především na přední segment oka, operativu šedého zákalu, rohovky a refrakčních vad.

## Členství
K roku 2007 byl jediným zvoleným českým očním lékařem ve výborech oftalmologických organizacích – American Academy of Ophthalmology a European Society of Cataract and Refractive Surgery.
Stal se také členem České oftalmologické společnosti, České společnosti refrakční a kataraktové chirurgie (předseda), České lékařské akademie, Council of European Society of Ophthalmology, International Society of Refractive Surgery, Council of European Association of Tissue Banks, European Community University Professors of Ophthalmology, American Society of Cataract and Refractive Surgery a dalších organizacích.

## Výběr publikační činnost
- Ocular Manifestation of Wegeners Granulomatosis. Ophthalmology Digest, Princeton, USA, 1983
- Fakoemilsifikace - metoda volby v chirurgii katarakty, Čs. oftalmologie, 1992 (další autoři Křepelková J., Novák P., Sedláček K.)
- Lasik Complication. CD, Boston, USA, 1999
- Trendy soudobé oftalmologie. Monografie. Galén, 2000.